# Direction d'infrastructure de la Défense de Saint-Denis
La direction d'infrastructure de la Défense (DID) de Saint-Denis est une des directions déconcentrées du service d'infrastructure de la Défense, implantée au sein de la caserne Lambert, qui est chargée de l'aménagement et de l'entretien des infrastructures militaires, de la maintenance immobilière, de la maîtrise de l’énergie non stockée ainsi que de la gestion administrative et technique du patrimoine au profit des forces armées de la zone sud de l'océan Indien.
Son champ d'intervention couvre des implantations de l'Armée de terre, de l'Armée de l'air et de l'espace, de la Marine nationale, de la Gendarmerie nationale et d'autres organismes.

## Historique

### XVIIIe siècle
L’Île Maurice est le centre administratif des colonies françaises dans l’océan Indien alors que l’île Bourbon en est le grenier à blé.
La convoitise des pirates et des Anglais, soutenus par une partie de la population qui y voyait un avantage au commerce, rend nécessaire la protection de la colonie. Le gouverneur en vient à développer un système défensif pour compléter les batteries marines situées à terre.
En 1741, l’ingénieur du roi Antoine Desforges-Boucher entame la construction d’une poudrière à proximité de la rivière Saint-Denis. Elle est suivie en 1756 de la construction d’un fortin qui va donner son nom à la plaine de la Redoute et lancer toute une série d’ouvrages militaires qui témoigneront du dynamisme des ingénieurs royaux et de la qualité de l’infrastructure en Outre-mer, adaptée aux Armées,.
Ainsi, en 1780, il est recensé à Saint-Denis plusieurs casernes, un hôpital militaire, des batteries de défense et des entrepôts divers. Les ateliers du service constructeur, armés par des ingénieurs et des ouvriers employés par la Compagnie des Indes, puis par le gouverneur de la colonie sont en nombre conséquent. 1791 marque un tournant : l’armée assure elle-même la gestion et la conservation du domaine qui lui est affecté.

### XIXe siècle
La période 1840-1850 correspond à la structuration solide de l’ancêtre de la DID, grâce aux grandes réalisations effectuées sur le domaine militaire au profit du service de santé, de l’artillerie, du génie et de l’infanterie de marine, nécessitant hommes et savoir-faire. La ville de Saint-Denis acquiert le squelette urbain dont on ressent encore les effets aujourd’hui.
Délaissant ses installations au nord-est de la place Royale (Barachois actuel), la direction du génie bénéficie d’un emplacement à proximité du parc d’artillerie, entre les rues du Barachois et de l’Intendance (Chatel et Lacaze actuelles), au nord de la rue de l’embarcadère (rue de Nice actuelle).
L’ouvrage regroupe les bureaux, les ateliers et les logements des officiers.
Au début des années 1840, cinq compagnies d’infanterie occupent un camp de fortune au nord de la plaine de la Redoute. Pour les loger dans de meilleures conditions, le capitaine Roux, directeur du génie, dresse en 1842 les plans de la grande caserne d’infanterie de marine, qui sera construite de 1846 à 1849. Elle prendra le nom de caserne CBA Lambert en 1930.
De 1857 à 1898, la direction du génie dispose d’une compagnie du génie indigène qui participe à de nombreux travaux d’aménagement ou de construction, parfois lointain : le très utile tunnel ferroviaire de La Réunion ou du percement du canal de Suez (1869) détournant au nord de l’Océan Indien les routes maritimes. L’intérêt croissant pour Madagascar amène l’Etat à alléger le budget colonial en confiant une partie des bâtiments militaires aux communes.

### XXe siècle
De 1880 à 1947, le génie aux colonies est rattaché à l’artillerie de marine dont le commandement est à Tanarive (Madagascar). En 1907, les troupes stationnées à La Réunion sont licenciées ou renvoyées en métropole. Elles reviennent à partir de 1921 et réoccupent une partie du domaine militaire.
Le pavillon du directeur du génie est rendu aux armées en 1934 pour servir de logement de fonction au commandant d’armes puis au général commandant supérieur des FAZSOI jusqu’en 2004. L’arsenal du génie, devenu « pharmacie d’approvisionnement » est affecté en 1952 au secrétariat d’Etat au budget.
De 1947 à 1972, le service du génie passe sous la coupe du service du matériel et des bâtiments de Madagascar et dépendances ; composé d’un officier et de quelques sous-officiers et sapeurs, il s’installe dans l’aile ouest de la caserne Lambert.
À partir de 1972, la sous-direction des travaux du génie monte en puissance et s’installe en 1986 dans un bâtiment de la caserne de gendarmerie Saint Clotilde ; elle devient direction mixte des travaux (DMT) en 1990 et relève de la direction centrale du génie.
Transférée en 2003 au quartier La Redoute, dans le bâtiment Reydellet, ex-hôpital des Armées, la DMT prend le nom de direction mixte des travaux du sud de l’océan Indien (DTZSOI).
Depuis 2005, date de création du service d'infrastructure de la Défense (SID), elle est un organisme décentralisé du SID, relevant du secrétariat général pour l'administration.
En 2008, elle prend le nom de « direction d’infrastructure de la défense de Saint-Denis », l’organisme de soutien de l’infrastructure des forces armées de la zone sud de l'océan Indien, compétente sur tous les immeubles militaires de l’Île de la Réunion, de l’île de Mayotte et des Îles Eparses habitées (Glorieuses, Juan da Nova, Europa).

## Missions et organisation

### Missions
La DID de Saint-Denis assure l’ensemble des missions de soutien spécialisé dans le domaine infrastructure :
- l’assistance au commandement
- la réalisation d'opérations d'infrastructure (conduite d'opération, maîtrise d'œuvre)
- la réalisation du maintien en condition
- la gestion des fluides (eau, énergie)
- l’assistance pour la gestion du domaine immobilier

### Organisation
La DID de Saint-Denis, forte de ses 82 personnels civils et militaires, est composée de 3 divisions :
- Division achats Infrastructure aide à l'activité (DIV AI2A)
- Division projets (DIV PRO)
- Division gestion du patrimoine (DIV GP)